# Nowa Umowa Społeczna
Nowa Umowa Społeczna (niderl. Nieuw Sociaal Contract, NSC) – niderlandzka partia polityczna o profilu centroprawicowym założona w 2023 roku przez polityka, ekonomistę i nauczyciela akademickiego, Pietera Omtzigta.

## Historia
Pieter Omtzigt został jednym z najbardziej popularnych polityków w państwie, ponieważ będąc członkiem i posłem z ramienia Apelu Chrześcijańsko-Demokratycznego doprowadził do ujawnienia skandalu związanego z bezprawnym ściganiem przez władze, za rzekome próby wyłudzenia, tysięcy rodzin pobierających zasiłki na dzieci. Wydarzenia te doprowadziły ostatecznie do rozpadu trzeciego rządu Marka Ruttego oraz przedterminowych wyborów parlamentarnych. 
Po odejściu w 2021 roku ze swojej dotychczasowej partii spekulowano, czy Pieter Omtzigt zdecyduje się na założenie własnej partii. W sierpniu 2023 roku, a więc na kilka miesięcy przed najbliższymi wyborami parlamentarnymi, ogłosił ostatecznie swoją decyzję o stworzeniu nowej partii. Ze względu na popularność swojego przywódcy ugrupowanie na początku swojego istnienia prowadziło w sondażach. Ostatecznie jednak z powodu odpływu wyborców antysystemowych, głównie na rzecz Partii Wolności, Nowa Umowa Społeczna zajęła dopiero czwarte miejsce w listopadowych wyborach, w wyniku to których ostatecznie w lipcu kolejnego roku zawiązała wraz z PVV, VVD i BBB koalicję rządową. 
Przewodniczący partii ogłosił, że jako ugrupowanie będą starali się o dołączenie do Europejskiej Partii Ludowej. Ugrupowanie po swoich pierwszych wyborach do Parlamentu Europejskiego w czerwcu 2024 roku zostało przyjęte do Grupy Europejskiej Partii Ludowej.

## Program
Na potrzeby pierwszych w historii ugrupowania wyborów parlamentarnych przygotowano dokument programowy, który proponuje m.in.:
- reformę systemu wyborczego
- ograniczenie migracji do Holandii
- rozwój krajowego przemysłu w celu zwiększenia niezależności
- wprowadzenie podatku lokalnego mającego na celu przeciwdziałanie spekulacji na cenach mieszkań
- budowę dwóch nowych elektrowni atomowych
- ograniczenia w sferze rozwoju odnawialnych źródeł energii
- odejście od prawa zakładającego redukcję zanieczyszczeń pochodzenia rolniczego
- zakazanie reklam niezdrowego jedzenia
- utrzymanie i brak dalszej liberalizacji dotychczasowego prawa dotyczącego aborcji oraz eutanazji
- podwyższenie wydatków na obronność do poziomu 2% PKB
- sprzeciw wobec zwiększania budżetu europejskiego i ustanowienia wspólnego długu europejskiego

## Poparcie w wyborach

### Wybory doIzby Reprezentantów
| Wybory | Lider listy   | Wyniki    | Wyniki     | Mandaty | +/–  | Rząd              |
| Wybory | Lider listy   | Głosy     | %          | Mandaty | +/–  | Rząd              |
| ------ | ------------- | --------- | ---------- | ------- | ---- | ----------------- |
| 2023   | Pieter Omzigt | 1 343 287 | 12,88 (#4) | 20/150  | Nowa | Koalicja rządząca |

### Wybory doParlamentu Europejskiego
| Wybory | Lider listy | Wyniki  | Wyniki    | Mandaty | +/–  |
| Wybory | Lider listy | Głosy   | %         | Mandaty | +/–  |
| ------ | ----------- | ------- | --------- | ------- | ---- |
| 2024   | Dirk Gotink | 233 564 | 3,75 (#9) | 1/31    | Nowa |